# Sacello degli Augustali
Il Sacello degli Augustali è un edificio dell'epoca romana adibito ai riti di culto degli imperatori, curati dai sacerdoti augustali che si trova a Miseno, lungo il litorale di Bacoli, nella città metropolitana di Napoli.
L'attribuzione è dovuta al ritrovamento di un'iscrizione in latino che recita: Templum augusti quod est augustalium. Realizzato in epoca giulio-claudia (I sec.d.C.) fu modificato a metà del secolo successivo ma fu poi distrutto alla fine del II secolo, probabilmente da un terremoto; i suoi resti sono attualmente semisommersi a causa dei fenomeni di bradisismo che caratterizzano l'intera area flegrea.
L'edificio è costituito da un ambiente centrale e due ambienti laterali prospicienti un cortile porticato. All'interno sono state rinvenute statue di alcuni imperatori (Vespasiano, Tito e Nerva) e di divinità (Asclepio, Apollo e Venere), attualmente esposte al Museo archeologico dei Campi Flegrei di Baia. 